# Северен залив
Северния залив (на английски: North Bay) е подрайон в района на залива на Сан Франциско, щата Калифорния, САЩ.

## Географско положение
Северния залив е подрайон на север от град-подрайон-окръг Сан Франциско.

## Окръзи
Северния залив се състои от следните окръзи:
- Марин
- Напа
- Солано
- Сонома

## Градове
Най-големият град е Санта Роза. Други големи градове са:
- Вакавил
- Валехо
- Сан Рафаел
- Феърфилд